# جوزف مولر (بازیکن فوتبال)
جوزف مولر (انگلیسی: Josef Müller; ۶ مهٔ ۱۸۹۳ – ۲۲ مارس ۱۹۸۴) بازیکن فوتبال اهل آلمان بود.
از باشگاه‌هایی که در آن بازی کرده‌است می‌توان به باشگاه فوتبال گروتر فورث و باشگاه ورزشی وردر برمن اشاره کرد.
وی همچنین در تیم ملی فوتبال آلمان بازی کرده‌است.